# Bruno Kartheuser
Bruno Kartheuser, né le 10 décembre 1947 à Liège (Belgique), est un écrivain, historien, éditeur et traducteur belge germanophone.

## Biographie
Né à Liège, Bruno Kartheuser étudie les langues anciennes et la philosophie à l'université de Louvain de 1965 à 1970. Il enseigne le latin, le grec et l'histoire.
Il s'établit à Neundorf, un village de la commune de Saint-Vith.

## Publications
- Bruno Kartheuser (trad. de l'allemand), Walter, SD à Tulle : la tragédie du 9 juin : Les années 30 à Eupen-Malmedy : regard sur le réseau de la subversion allemande, t. 1, Neundorf, Krautgarten, 2001, 180 p. (ISBN 2-87316-007-1)
- Bruno Kartheuser, Walter, SD à Tulle : la tragédie du 9 juin : La France occupée, 1940-1943, t. 2, Neundorf, Krautgarten, 2002, 258 p.
- Bruno Kartheuser, Walter, SD à Tulle : la tragédie du 9 juin : Les pendaisons de Tulle, t. 3, Paris, Tallandier, 2004, 344 p. (ISBN 979-10-210-0478-8)
- Bruno Kartheuser, Walter, SD à Tulle : la tragédie du 9 juin : Crime sans châtiment, t. 4, Neundorf, Krautgarten, 2008, 491 p.

## Récompenses et distinctions
- Prix littéraire de la Communauté germanophone de Belgique, 1982 et 1993
- Prix Walter-Hasenclever de la ville d’Aix-la-Chapelle, 1996
- Prix Adam de la Poésie, Bruxelles, 1997
- Bourse de la fondation Roi Baudouin (recherche historique), 1999
- Bourse de la Chancellerie, section littéraire, Vienne, Autriche, 1999
- Prix de la Fondation Horst Konejung, Vettweiß, 2010